# Edward Norman
Pour les articles homonymes, voir Norman.
Edward Norman (né le 22 novembre 1938) est un ecclésiastique et un historien britannique. Au sein de l'Église d'Angleterre, il est chanoine et chancelier de la Cathédrale d'York, avant de se convertir au catholicisme. Il est considéré comme un des représentants de l'École historique de Peterhouse (en).

## Carrière académique
Edward Norman enseigne l'histoire à l'université de Cambridge. Il a notamment occupé le poste de doyen de Peterhouse pendant dix-sept ans. Il a également été doyen et aumônier du Christ Church College de Cantorbéry et professeur d'histoire à l'université d'York.
Edward Norman participe aux Reith lectures (en). Il est chargé d'un cycle de six conférences pour l'année 1978, sur le thème « la Chrétienté et le Monde », où il aborde les relations entre politique et religion.

## Conversion
Avec la parution de son ouvrage Anglican Difficulties: A New Syllabus of Errors en 2004, Edward Norman se livre à une analyse cinglante des difficultés de l'anglicanisme contemporain. Il déclare ainsi « Il y a un large trou au cœur de l'anglicanisme - au niveau de l'autorité. Je ne pense pas qu'il s'agisse d'une église. Il s'agit plutôt d'une société religieuse. ». Parallèlement, Norman annonce son intention de se convertir au catholicisme, et le 7 octobre 2012, il est finalement reçu au sein de l'Ordinariat personnel de Notre-Dame de Walsingham, juridiction catholique regroupant des anglicans convertis.
Entre temps, en 2006, il publie The Roman Catholic Church: An Illustrated History où il décrit l'Église catholique comme instituée directement par le Christ et investie de son autorité ; il y défend notamment l'idée d'indéfectibilité de l'Église et l'infaillibilité pontificale,.

## Publications
- Les maisons de Dieu : art et histoire des églises de la Chrétienté des origines à nos jours, traduit de l'anglais par Denis A. Canal, Paris, Arthaud, 1990.
- Anglican Difficulties: A New Syllabus of Errors, 2004.
- The Roman Catholic Church: An Illustrated History, 2006.